# Bogusław Pietrzak (ekonomista)
Bogusław Pietrzak (ur. 26 września 1943 w Ciućkowie) – polski ekonomista, nauczyciel akademicki, profesor zwyczajny.

## Życiorys
Ukończył szkołę podstawową w Ciućkowie, a następnie kontynuował edukację w Wyszogrodzie. Po uzyskaniu matury (1960) w Liceum Ogólnokształcącym nr 126 w Małej Wsi, przez dwa lata pracował w Gminnej Spółdzielni „Samopomoc Chłopska” w Wyszogrodzie na stanowisku kierownika transportu. Studia na Wydziale Finansów i Statystyki SGPiS rozpoczął w roku akademickim 1962/1963 i od tego czasu związał swoje życie zawodowe z tą uczelnią.
Pracę magisterską pod kierunkiem prof. Zdzisława Fedorowicza obronił w lutym 1967. Staż asystencki odbywał w Katedrze Ekonomii, którą kierował wówczas prof. Bronisław Minc. Stopień doktora uzyskał w 1974, a doktora habilitowanego w 1988. Od sierpnia 1992 jest Kierownikiem Katedry Skarbowości w Kolegium Ekonomiczno-Społecznym SGH. Tytuł profesora otrzymał w 2000 r.
Podczas swojej dotychczasowej pracy na SGH pełnił różne funkcje, m.in.: w latach 1985–1990 był sekretarzem Senatu Akademickiego SGPiS, od grudnia 1990, przez okres jednej kadencji był prodziekanem Wydziału Finansów i Statystyki ds. studiów dziennych, przez dwie kadencje był członkiem Odwoławczej Komisji Dyscyplinarnej w SGH, a także członkiem Senackiej Komisji Budżetu i Finansów SGH.
Jest promotorem 8 prac doktorskich, recenzentem dorobku naukowego i prac habilitacyjnych 10 osób, recenzentem 46 prac doktorskich. Opiniował 4 wnioski o nadanie tytułu naukowego profesora oraz 5 wniosków o awans na stanowiska profesorskie.
Poza pracą na uczelni w latach 1989–1992 kierował Zakładem Naukowo-Badawczym Bankowości i Pieniądza Narodowego Banku Polskiego. W 1992 został powołany na stanowisko zastępcy dyrektora Departamentu Analiz i Badań w tym banku. W czasie pracy w NBP w latach 1995–2005 był redaktorem naczelnym czasopisma „Bank i Kredyt”. W Narodowym Banku Polskim pracował do 2009 r.
Od kwietnia 2002 do stycznia 2009 poza macierzystą uczelnią pracował w Wyższej Szkole Zarządzania (The Polish Open University) w Warszawie, a od października 2010 pracuje w Zakładzie Polityki Społeczno-Gospodarczej na Wydziale Administracji i Nauk Społecznych Politechniki Warszawskiej.
W dniach 13–14 listopada 2012 w Hotelu „Mazurkas” w Ożarowie Mazowiecki odbyła się konferencja honorująca jubileusz 45-lecia pracy naukowo-dydaktycznej prof. Bogusława Pietrzaka, zorganizowana przez współpracowników z Katedry Skarbowości SGH.

## Wybrane publikacje
- Bogusław Pietrzak. Geneza i realizacja idei nowej międzynarodowej architektury finansowej. „Ekonomia”. 1, 2001.brak numeru strony
- Bogusław Pietrzak. Sektor bankowości komercyjnej w Polsce. „Bank”. 9, 2002.brak numeru strony
- Bank centralny i polityka pieniężna w Polsce wobec wyzwań wspólno europejskich w: Europa w gospodarce, polityce i kulturze światowej. Między dziedzictwem a przyszłością. Joachim Osiński (red.). Warszawa: Oficyna Wydawnicza SGH, 2004. Brak numerów stron w książce
- System bankowy w: System finansowy w Polsce, t. I i II. Bogusław Pietrzak, Zbigniew Polański, Barbara Woźniak (red.). Warszawa: Wydawnictwo Naukowe PWN, 2008. ISBN 978-83-01-15237-6. Brak numerów stron w książce
- Reforma bankowości w: Transformacja systemowa w Polsce. Katarzyna Żukrowska (red.). Warszawa: Oficyna Wydawnicza SGH, 2010. Brak numerów stron w książce
- Finanse publiczne a kryzys ekonomiczny. Agnieszka Alińska, Bogusław Pietrzak (red.). Warszawa: CeDeWu Sp. z o.o., 2011. ISBN 978-83-7556-369-6. Brak numerów stron w książce
- O potrzebie koordynacji polityki fiskalnej i monetarnej w: O nowy model działania regulacji państwa w sferze finansów. Anna Moździerz, Krzysztof Surówka (red.). Warszawa: PWE, 2011. Brak numerów stron w książce
- Bank centralny jako instytucja sieci bezpieczeństwa finansowego w: Ekonomia, społeczeństwo, polityka. Andrzej Zawistowski (red.). Warszawa: Oficyna Wydawnicza SGH, 2012. Brak numerów stron w książce
- Ekonomiczne problemy współczesnej globalizacji w: Mikro i makro ekonomia. Podstawowe problemy współczesności. Stefan Marciniak (red.). Warszawa: Wydawnictwo Naukowe PWN, 2013. ISBN 978-83-01-17250-3. Brak numerów stron w książce

## Odznaczenia, nagrody i wyróżnienia
Za osiągnięcia w dziedzinie badań naukowych trzykrotnie w 1977, 1998 oraz 2004 otrzymywał nagrody od właściwego Ministra ds. nauki. Nagradzane były również jego osiągnięcia dydaktyczne: nagrodą Ministra w 1978 oraz 1984, a także wielokrotnie nagrodami Rektora SGH. Posiada również odznakę honorową „Za zasługi dla bankowości RP”.
13 listopada 2013 otrzymał nagrodę Ministra Nauki i Szkolnictwa Wyższego za całokształt działalności naukowej, dydaktycznej i organizacyjnej. W 2016 otrzymał Medal Mikołaja Kopernika Związku Banków Polskich.